# Cape Maclear
Pour les articles homonymes, voir Maclear.

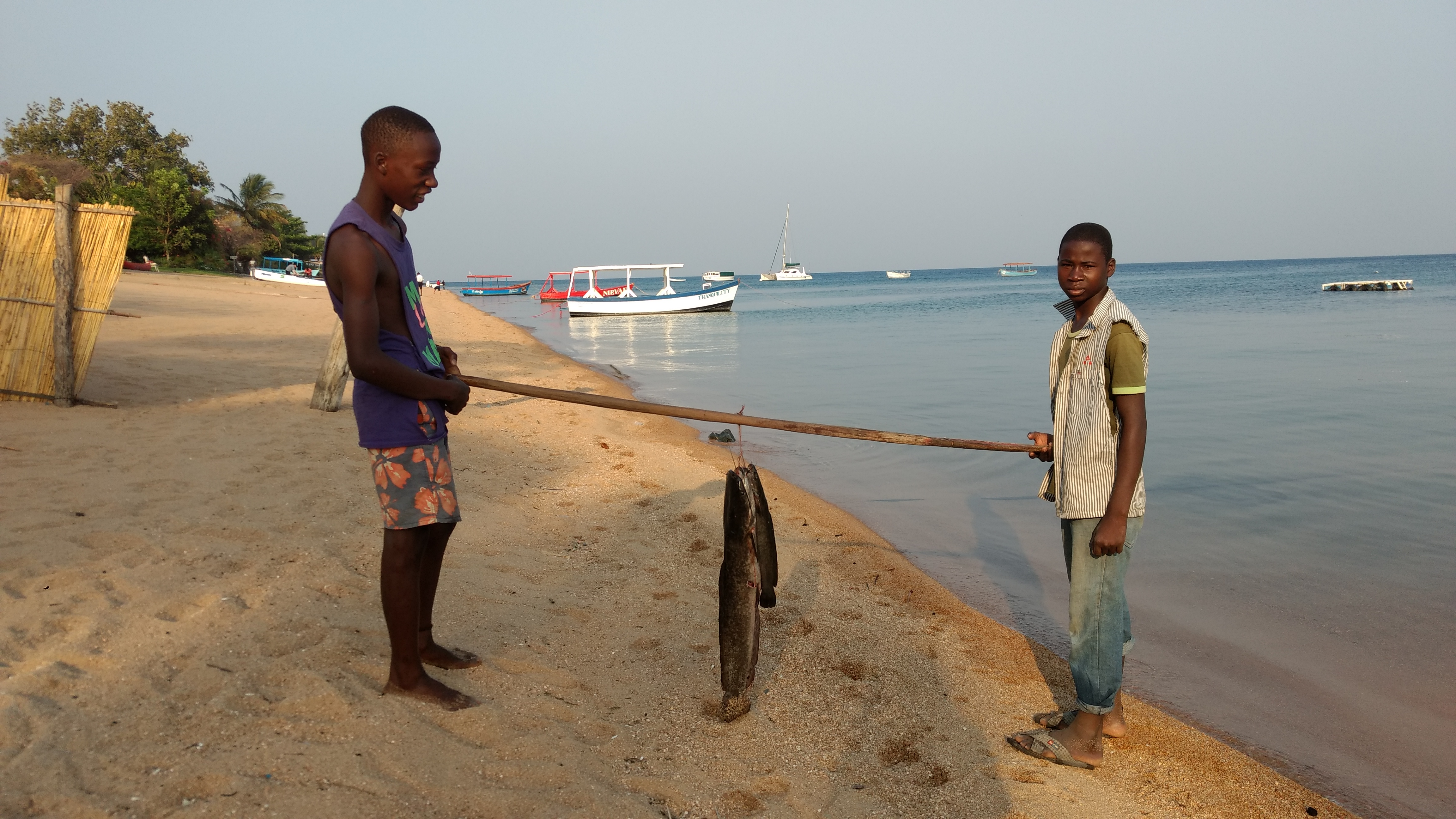
Pêcheurs à Cape Maclear.

Cape Maclear ou Chembe est une ville du Malawi, située dans la région du Sud. Elle est au sud du lac Malawi.